# Psiloxylon mauritianum
Bois Bigaignon (Maurice), Bois de gouyave marron (Réunion)
Genre
Espèce
Classification phylogénétique
Tribu
Genre
Psiloxylon mauritianum, le Bois Bigaignon pour les Mauriciens, le Bois de gouyave marron pour les Réunionnais ou plus rarement le Bois à gratter, le Bois de pêche marron ou le Bois sans écorce, est une espèce de plantes à fleurs rattachée selon les classifications à la famille des Myrtaceae ou à celle des Psiloxylaceae (dont Psiloxylon mauritianum est alors l'unique représentant). C'est un arbre ou un arbuste endémique de l'île Maurice et de La Réunion.

## Description
Psiloxylon mauritianum peut atteindre environ 10 m de hauteur mais son allure générale reste toujours assez frêle. Il est caractérisé par une écorce lisse qui se dénude par plaques, comme celle des goyaviers (Psidium spp.) ou comme celle du change-écorce (Aphloia theiformis) lui-même surnommé parfois “gouyave marron”.
Les feuilles, longues de 8 à 10 cm pour environ 4 cm de largeur, sont simples et entières, vertes, luisantes et légèrement coriaces, souvent terminées par une pointe. Elles sont habituellement disposées de manière alterne. Le pétiole est court, long de 3 à 6 mm, teinté de rouge.
La plante est dioïque. Les fleurs, blanches et agréablement parfumées, sont disposées en petits bouquets à l'aisselle des feuilles. Les pétales, comme les sépales, sont au nombre de cinq. Contrairement aux espèces classiques de la famille des Myrtaceae dont l'ovaire est infère, celui de Psiloxylon est supère, situé au-dessus de la couronne florale. Les fruits ne portent donc pas, à leur extrémité, la cicatrice et les restes d'un calice. Ce sont des baies globuleuses blanches de la taille d'une graine de pois. Certaines branches peuvent être abondamment chargées de fruits.

## Écologie
L'espèce n'est pas très commune. Elle se développe généralement en forêt humide de moyenne altitude, le plus souvent entre 300 et 1 000 m. Les fruits sont consommés par les oiseaux.

## Appellations
Construit à partir des mots grecs “psilos” signifiant “dénudé” et “xulon” qui désigne le “bois”, Psiloxylon mauritianum est donc littéralement le “Bois nu mauricien”, ainsi bien nommé pour l'aspect de son écorce. Le même sens est porté par l'appellation vernaculaire “Bois sans écorce”.
Le caractère irritant de la poudre de liège libérée lorsqu'on détache l'écorce aurait donné le terme “Bois à gratter”.
Cette même écorce est aussi à l'origine du nom de « Bois de gouyave marron » à cause de la ressemblance avec celles des espèces produisant les goyaves ou les goyaviers : Psidium  guajava, Psidium cattleianum ; l'adjectif marron prend ici le sens de “sauvage”. Dans certaines localités de La Réunion, il peut alors y avoir confusion avec le change-écorce (Aphloia theiformis) dont l'écorce se détache également en plaques et qui peut être aussi appelé “Gouyave marron”.
L'origine du titre de “Bois de pêche marron” est plus incertaine, peut-être à cause de la ressemblance des feuilles avec une autre espèce, endémique de La Réunion, appartenant à la famille des Myrtaceae et souvent appelée également “Bois de pêche marron” : le Bois de nèfles à grandes feuilles (Eugenia mespiloides).
Enfin le “Bois Bigaignon” rendrait hommage à l'île Maurice à un certain M. Bigaignon (ou Bigayon) qui aurait été le découvreur des propriétés des feuilles de Psiloxylon mauritianum et le fournisseur pour la phytothérapie.

## Usages
À la fin du XIXe siècle, Jacob de Cordemoy mentionnait une utilisation fréquente pour la construction malgré une propension du bois à se vriller.
L'espèce est réputée astringente, mais les usages médicinaux traditionnels semblent assez peu répandus. Éventuellement, on utilisait l'écorce contre les diarrhées. Cependant, Psiloxylon mauritianum a été promu et employé en phytothérapie dans les années 1930 par le Dr Henri Leclerc qui lui attribuait des propriétés diurétiques, antispasmodiques et antiseptiques légères. La plante que le Dr Leclerc se serait procuré auprès d'un Mauricien, M. Bigayon (ou Bigaignon), entrait, sous le nom inventé de “biguignan”, dans la composition d'une spécialité pharmaceutique, l'“Albucoli”, destiné au traitement des affections aiguës et chroniques des voies urinaires. Un regain d'intérêt se manifeste actuellement pour valoriser à nouveau cette plante dans le traitement de l'albuminurie, de la goutte et contre l'excès de cholestérol.

## Synonyme
- Fropiera mauritiana Bouton ex Hook.f.